# ريتشارد إم. دونكان
ريتشارد إم. دونكان هو محامي وقاضي وسياسي أمريكي، ولد في 10 نوفمبر 1889 في سانت جوزيف في الولايات المتحدة، وتوفي في 1 أغسطس 1974 في كانساس سيتي في الولايات المتحدة. نشط حزبياً في الحزب الديمقراطي. وقد انتخب عضو مجلس النواب الأمريكي ‏.